# Menno Bergsen
Menno Bergsen (Oud-Beijerland, 26 augustus 1999) is een Nederlands voetballer die speelt als doelman. In juli 2025 verruilde hij NK Maribor voor Helmond Sport.

## Clubcarrière
Bergsen speelde in de jeugd van SHO en kwam in 2009 terecht in de jeugdopleiding van Sparta Rotterdam. Gedurende zeven jaar doorliep hij deze maar in 2016 mocht hij vertrekken uit Rotterdam, waarna FC Dordrecht hem oppikte. Bij deze club was hij lang speler van het tweede elftal, maar in 2017/18 begon hij onderdeel uit te maken van het eerste team. Dertien keer zat Bergsen op de bank als reservedoelman in de Eerste divisie. In de play-offs voor promotie naar de Eredivisie zat hij in de eerste ontmoeting met SC Cambuur in de eerste ronde nog op de bank, maar in de return raakte eerste keeper Bryan Janssen geblesseerd tijdens de warming-up, waardoor Bergsen moest starten onder de lat. In de eerste helft zette Issa Kallon de thuisploeg nog op voorsprong, maar via goals van Jeremy Cijntje, Jafar Arias en tweemaal Denis Mahmudov won Dordrecht met 1–4. De heenwedstrijd was ook 1–4 geworden en dus volgden er strafschoppen. Hierin bleek Dordrecht sterker (3–5 winst) en daardoor ging het door naar de volgende ronde van de play-offs.
Omdat hij nog geen profcontract had bij de Dordtenaren kon hij transfervrij overstappen naar FC Eindhoven. Hier zette hij zijn handtekening onder een verbintenis voor de duur van twee seizoenen, met een optie op een jaar extra. Per januari 2020 liet hij zijn contract ontbinden en ging vervolgens aan de slag bij AS Trenčín. Na anderhalf jaar nam NK Maribor hem transfervrij over en gaf hem een contract voor twee seizoenen. Deze werd in december 2022 opengebroken en met twee seizoenen verlengd. In mei 2025 werd Bergsen gepresenteerd door Helmond Sport als versterking voor het nieuwe seizoen. De doelman tekende voor twee jaar met een optie op nog een seizoen extra bij zijn nieuwe club.

## Clubstatistieken
| Seizoen | Club          | Competitie     | Competitie | Competitie | Beker | Beker | Internationaal | Internationaal | Nacompetitie | Nacompetitie | Totaal | Totaal |
| Seizoen | Club          | Competitie     | Wed.       | Dlp.       | Wed.  | Dlp.  | Wed.           | Dlp.           | Wed.         | Dlp.         | Wed.   | Dlp.   |
| ------- | ------------- | -------------- | ---------- | ---------- | ----- | ----- | -------------- | -------------- | ------------ | ------------ | ------ | ------ |
| 2017/18 | FC Dordrecht  | Eerste divisie | 0          | 0          | 0     | 0     | —              | —              | 2            | 0            | 2      | 0      |
| 2018/19 | FC Eindhoven  | Eerste divisie | 6          | 0          | 0     | 0     | —              | —              | —            | —            | 6      | 0      |
| 2019/20 | FC Eindhoven  | Eerste divisie | 0          | 0          | 0     | 0     | —              | —              | —            | —            | 0      | 0      |
| 2019/20 | AS Trenčín    | Fortuna Liga   | 4          | 0          | 1     | 0     | —              | —              | —            | —            | 5      | 0      |
| 2020/21 | AS Trenčín    | Fortuna Liga   | 4          | 0          | 0     | 0     | —              | —              | —            | —            | 4      | 0      |
| 2021/22 | NK Maribor    | 1. SNL         | 5          | 0          | 1     | 0     | 0              | 0              | —            | —            | 6      | 0      |
| 2022/23 | NK Maribor    | 1. SNL         | 13         | 0          | 3     | 0     | 8              | 0              | —            | —            | 24     | 0      |
| 2023/24 | NK Maribor    | 1. SNL         | 7          | 0          | 3     | 0     | 0              | 0              | —            | —            | 10     | 0      |
| 2024/25 | NK Maribor    | 1. SNL         | 3          | 0          | 3     | 0     | 0              | 0              | —            | —            | 6      | 0      |
| 2025/26 | Helmond Sport | Eerste divisie | 0          | 0          | 0     | 0     | —              | —              | —            | —            | 0      | 0      |
| Totaal  | Totaal        | Totaal         | 42         | 0          | 11    | 0     | 8              | 0              | 2            | 0            | 63     | 0      |

Bijgewerkt op 1 juli 2025.